# Rosa Rodríguez Menéndez
Rosa Rodríguez Menéndez, conocida como Rosa Cunqueira (Sisterna, Ibias, Asturias, 1971 - Padua, Italia, 4 de abril de 2024) fue una artesana, panderetera, divulgadora y escritora española, impulsora del movimiento en defensa de la cultura popular asturiana y de las tradiciones de los cunqueiros, los artesanos torneros de la madera. En 2022 fue reconocida como Mujer Rural de Asturias por su papel como referente de la artesanía y la conservación de la cultura asturiana tradicional. Falleció en 2024 a consecuencia de un accidente de autobús ocurrido en Mestre, Venecia, en octubre de 2023.

## Trayectoria
Rosa Cunqueira nació en Sisterna, pueblo de cunqueiros o tixileiros del concejo de Ibias, en el límite con Degaña. Vivió en Valencia y Oviedo, donde estudió Formación Profesional en el Orfanato Minero. Regresó a Cerredo (Zarréu) con 18 años y montó una peluquería. Se casó y se fue a vivir a Tablado (Trabáu). Tuvo dos hijos.
Después trabajó como guía en el Parque Natural de las Fuentes del Narcea, Degaña e Ibias y en el sector del turismo rural en Cangas del Narcea. Posteriormente se incorporó a la Guarida del Cunqueiru, un taller y tienda de artesanía y ecoturismo donde se conserva el oficio de torneiro cunqueiru o tixileiro y donde Rosa trabajó junto a su hijo mayor, Víctor. Es un proyecto autogestionado y autofinanciado donde también se organizan encuentros de música tradicional y de oficios tradicionales.
En 2022 recibió el galardón Mujer Rural de Asturias 2022 que concede la Red Asturiana de Desarrollo Rural (READER). Se le entregó el 15 de octubre de ese año con motivo del Día Internacional de las Mujeres Rurales en Rioseco, Sobrescobio. Se le reconoció su papel como referente de la artesanía y la conservación de la cultura asturiana tradicional.
En 2023 protagonizó, junto a su hijo Víctor, la película documental Il Mulín, del director Álex Galán.
Fue además la única escritora en cunqueiro, variante del asturiano. En 2011 publicó el poemario "Suenos.Versos cunqueiros" cuya segunda edición salió 12 años después, en enero de 2023. Se presentó incorporando también el formato audiolibro grabado por la propia autora en el estudio de Cuatro Gotes Producciones de Gijón.
Impulsó la creación de la primera edición del "Cachu Fest" (el cuenco tradicional de madera en el que se bebía el vino en los concejos de Ibias y Degaña), un evento cultural, musical, gastronómico y etnográfico que se celebró en Trabáu, Degaña, entre el 22 y el 24 de septiembre de 2023.

## Accidente y fallecimiento
Rosa Rodríguez y su hermano Miguel Ángel resultaron heridos en un accidente de tráfico ocurrido el 3 de octubre de 2023 en Mestre, cerca de Venecia. Los hermanos estaban pasando unas vacaciones en Italia. Formaban parte de una excursión organizada y viajaban en un autobús que se salió de la carretera en un paso elevado y cayó desde una altura de 15 metros. 19 personas fallecieron en el acto. Rosa resultó herida de gravedad y falleció meses después en el Hospital de Padua donde se encontraba ingresada tras el siniestro.  Presentaba politraumatismos y quemaduras de gravedad que no superó. Falleció el 4 de abril de 2024.